# Sveti Ivan Zelina
Sveti Ivan Zelina es una ciudad de Croacia en el condado de Zagreb.

## Geografía
Se encuentra a una altitud de 118 m s. n. m. a 45.7 km de la capital nacional, Zagreb.

## Demografía
Según estimación 2013 contaba con una población de 16 745 habitantes.